# Annapolis
Annapolis je hlavní město státu Maryland ve Spojených státech amerických a sídlo okresu Anne Arundel County, ležící na břehu zátoky Chesapeake u ústí řeky Severn asi 50 km východně od Washingtonu a 40 km jižně od Baltimoru. Rozkládá se na celkové ploše 19,7 km² a žije zde přibližně 40 tisíc obyvatel (k roku 2020). 
Annapolis má přezdívku „plachtařská“ nebo „rejdařská metropole“ díky vhodným podmínkám k provozování těchto aktivit. V přístavu je možno zahlédnout množství soukromých plachetnic a jachet. V důsledku klimatické změny a zvýšení hladiny světového oceánu dochází ve městě k čím dál častějším záplavám.
Nachází se zde Námořní akademie Spojených států amerických a univerzita St. John's College. V roce 2007 se zde konala Mírová konference Annapolis, jejímž hlavním cílem bylo obnovení izraelsko-palestinských mírových rozhovorů.

## Historie
Annapolis byl osídlen roku 1649 virginskými puritány. Roku 1694 se stal koloniálním hlavním městem Marylandu a o rok později byl přejmenován z Anne Arundel Town na Annapolis na počest budoucí britské královny Anny Stuartovny.
V roce 1774 byl zde podobně jako Bostonu uspořádán místními vlastenci čajový dýchánek jako protest proti Britskému impériu. Od listopadu 1783 do srpna 1784 ve zdejším Maryland State House zasedal Kongres Konfederace, takže Annapolis bylo de facto hlavním městem USA. V roce 1783 zde před ním rezignoval George Washington na funkci vrchního velitele kontinentální armády.
Město se vyhnulo bojům ve válce za nezávislost, v britsko-americké válce roku 1812 i v americké občanské válce, díky čemuž mu zůstalo zachovalé historické jádro. Přesto zde bylo ošetřováno mnoho raněných.

## Demografie
Podle sčítání lidu z roku 2020 žilo v Annapolisu  40 812 obyvatel, o 6,3 % více než v roce 2010. Díky vysoké životní úrovni, nízké kriminalitě a příjemnému prostředí počet obyvatel ve městě stabilně stoupá již mnoho dekád.

### Rasové složení
I přes svůj maloměstský ráz je Annapolis etnicky velmi rozmanitým městem, což reflektuje pestrost obyvatelstva celého Marylandu. 
- 60,1% Bílí Američané
- 26,0% Afroameričané
- 0,3% Američtí indiáni
- 2,1% Asijští Američané
- 0,0% Pacifičtí ostrované
- 9,0% Jiná rasa
- 2,6% Dvě nebo více ras

Obyvatelé hispánského nebo latinskoamerického původu, bez ohledu na rasu, tvořili 22,9% populace.

## Charakter města
Annapolis je oblíbeným letoviskem pro milovníky plachtění, v místních docích se nachází i množství luxusních jachet či motorových člunů. Zachovalé historické centrum města je charakterizováno živými koloniálními ulicemi s restauracemi, které nabízejí místní speciality, zejména pak krabí koláčky. Nachází se zde rovněž Maryland State House, sídlo vlády a guvernéra státu, či episkopální kostel svaté Anny. 
Život ve městě je značně ovlivněn rozsáhlou Námořní akademií Spojených států amerických, jež zaměstnává přibližně 2 500 lidí a kterou navštěvuje více než 4 000 studentů. Vysoká koncentrace mladých lidí přispívá k pověsti Annapolisu coby živého města.

## Osobnosti spojené s městem
- James M. Cain, spisovatel
- Robert Duvall, herec
- Travis Pastrana, automobilový závodník
- Leo Strauss, filosof
- Stan Stearns, fotograf

## Partnerská města
- Tallinn, Estonsko
- Newport, Wales, Velká Británie
- Dumfries, Skotsko, Velká Británie
- Wexford, Irsko
- Annapolis Royal, Nové Skotsko, Kanada
- Karlskrona, Švédsko
- Redwood City, Kalifornie, USA

## Fotogalerie

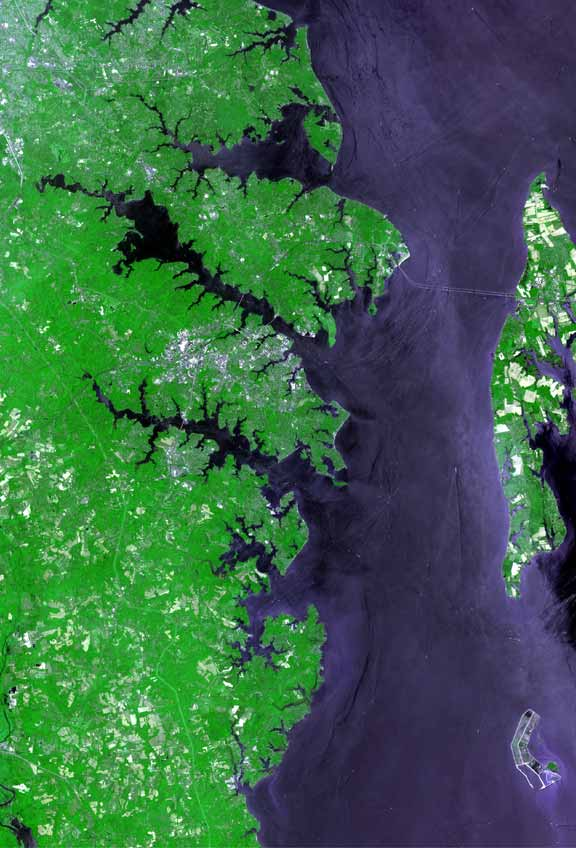
Satelitní snímek
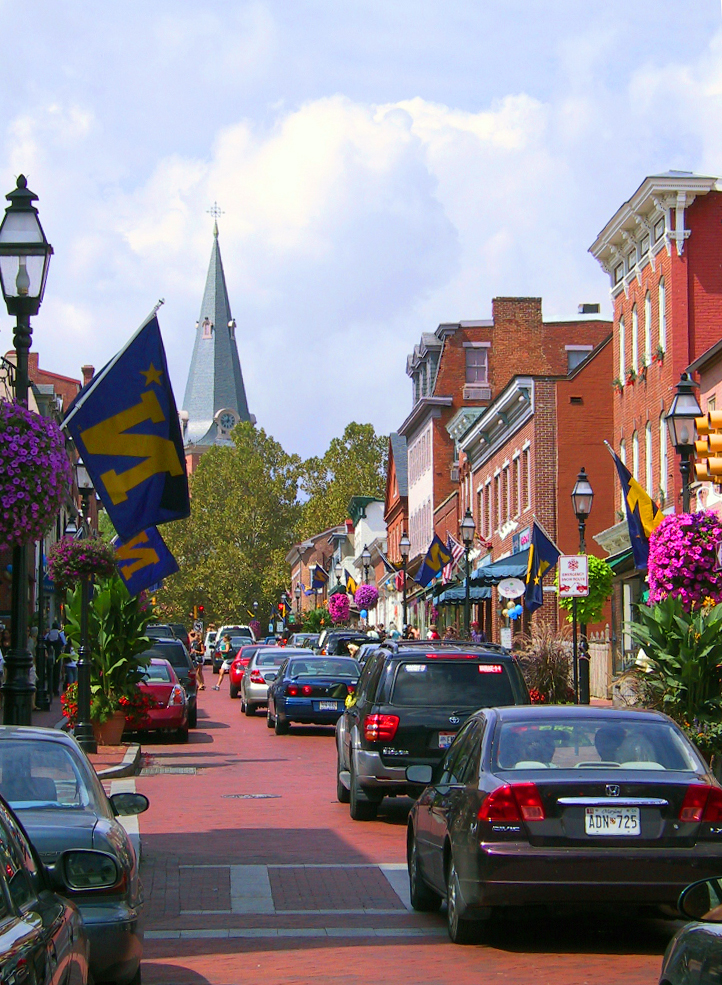
Ulice v Annapolis
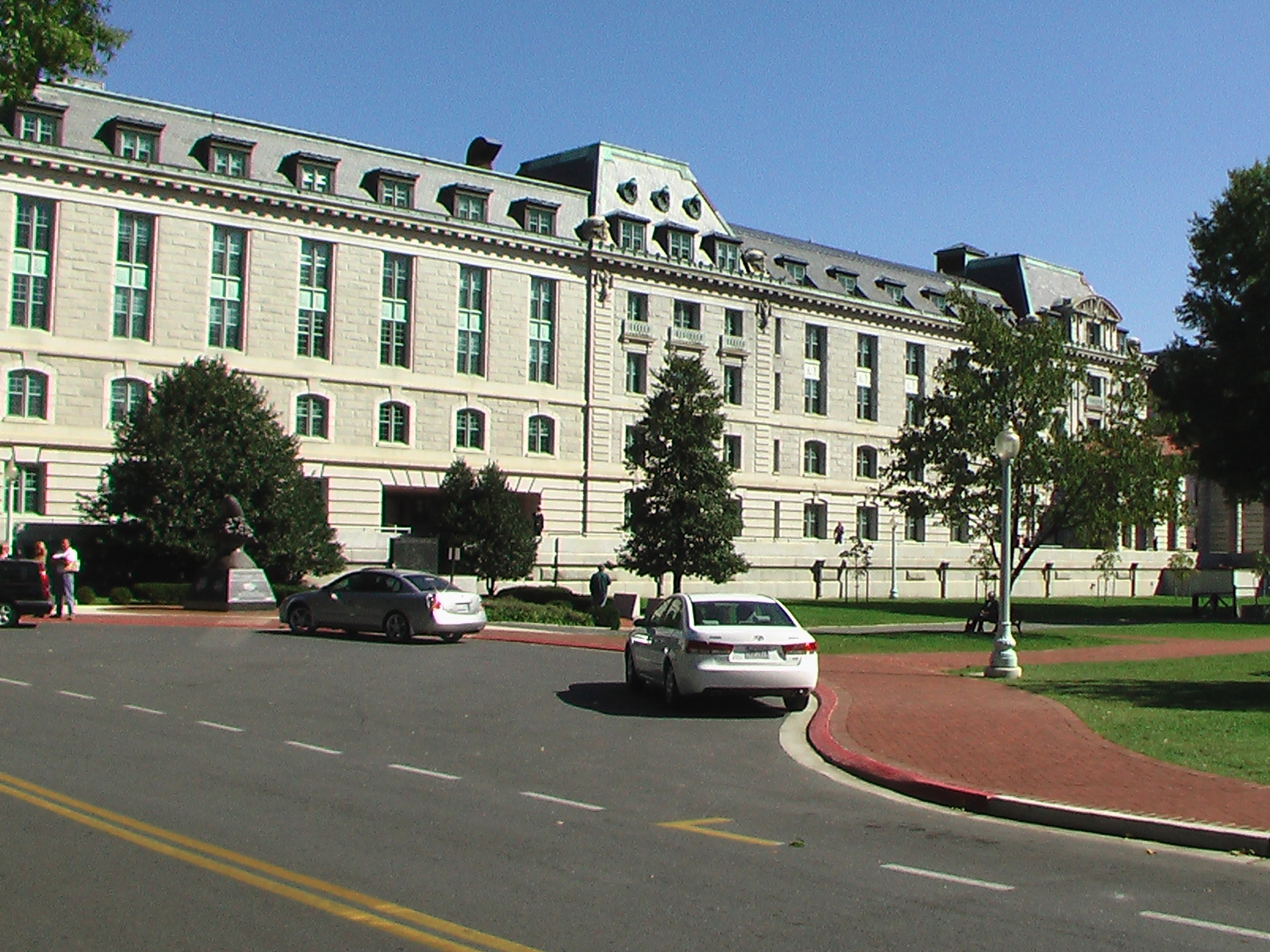
Námořní akademie v Annapolis
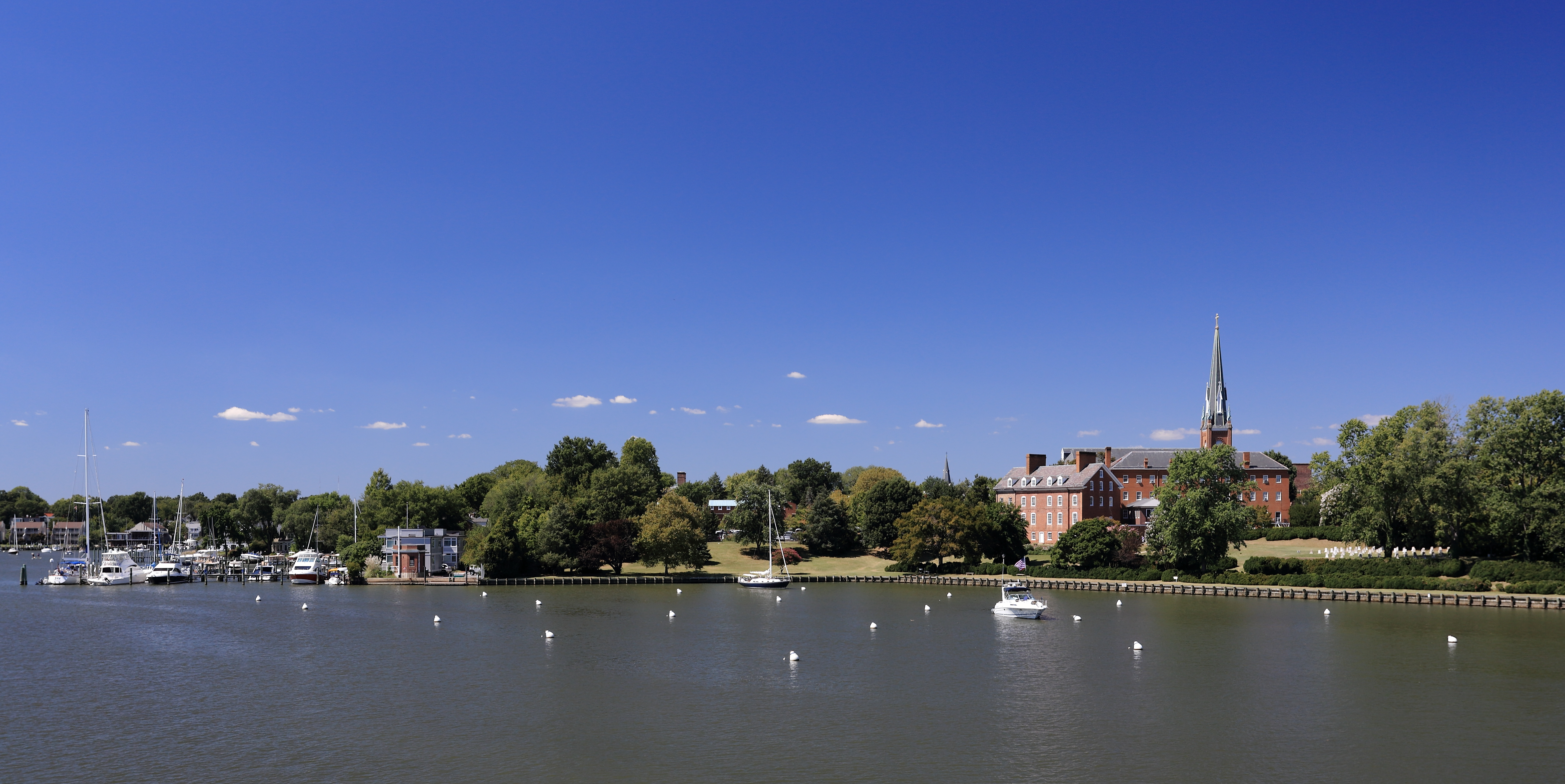
Přistav v Annapolisu
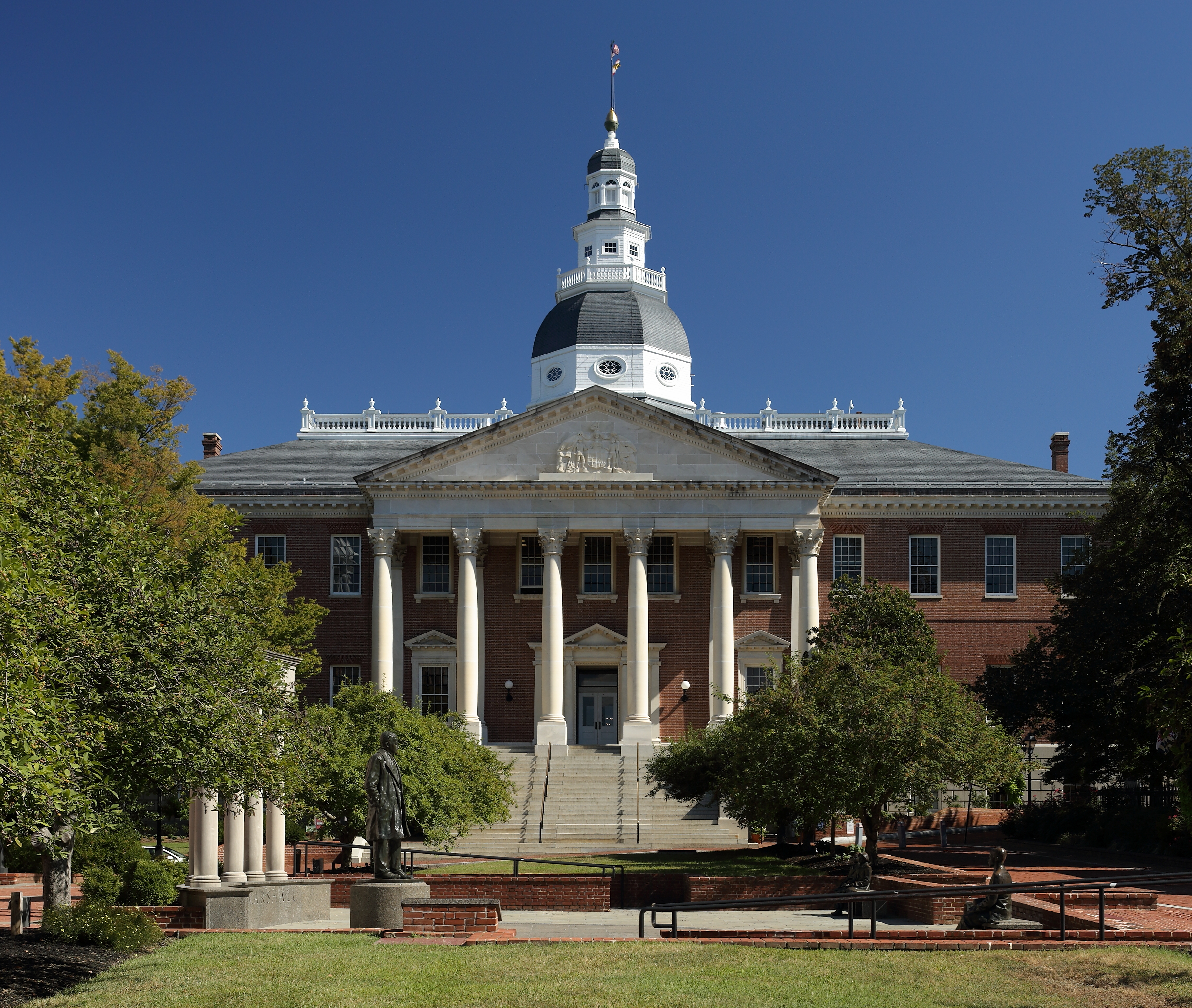
Maryland State House